# Magdalena Tul

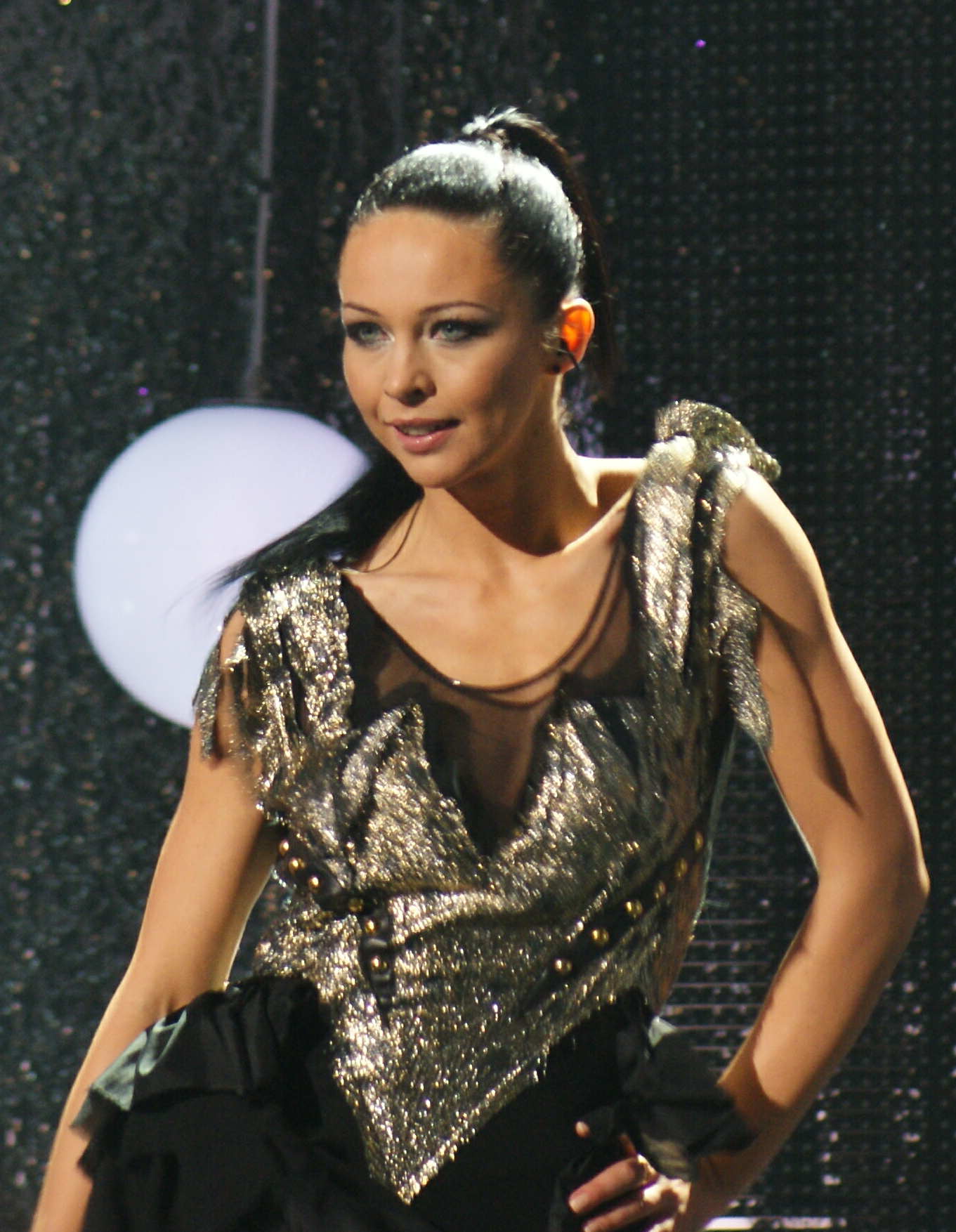
Magdalena Tul, 2011

Magdalena Ewa Tul (* 29. April 1980 in Danzig) ist eine polnische Popmusikerin und Musicaldarstellerin. Sie tritt oft unter ihrem Künstlernamen Lady Tullo auf.

## Leben und Wirken
Seit dem Jahr 2000 ist Tul Musicaldarstellerin in Warschau, wo sie an Musicals wie Grease oder Cats mitarbeitete.
2004 schloss sie an der Kasimir-der-Große-Universität Bydgoszcz ihr Magister-Studium in Pädagogik und Psychologie ab.
2005 nahm sie als Lady Tullo mit dem Titel "Full of Life" an der internen Auswahl des polnischen Fernsehsenders TVP Polonia für den Eurovision Song Contest 2005 teil und erreichte den neunten Platz. 
Ihr Lied Jestem (deutsch Ich bin) wurde beim polnischen Vorentscheid für den Eurovision Song Contest 2011 aus zehn Liedern mit 44,47 % von den TV-Zuschauern per Televoting gewählt. Sie schied jedoch im ersten Halbfinale des Wettbewerbs in Düsseldorf als Letztplatzierte aus.
2012 hat sie an der Vorauswahl zum Schweizer Vorentscheid zum Eurovision Song Contest 2013 in Malmö mit dem Song "Give It Up" teilgenommen, erreichte jedoch nicht das Finale.
2013 war sie Kandidatin bei The Voice (Castingshow) of Poland.